# حادثة مطار بريشتينا
حادثة مطار بريشتينا هي صدام وقع بين القوات الروسية وقوات الناتو حول مطار بريشتينا الدولي في 12 يونيو 1999، في أعقاب حرب كوسوفو. حيث سيطرت كتيبة روسية مكونة من حوالي 200 جنديًا قدمت من البوسنة والهرسك، سيطرت على المطار قبل انتشار قوات الناتو فيه، ما أدى إلى صدام بين الطرفين، وانتهى الصدام بحل سلمي.